# Cordellon
Cordellon è una frazione del Comune di Borgo Valbelluna  in provincia di Belluno.
Cordellon è un piccolo borgo che si trova su un pianoro fra i torrenti Val d'Arc e Rimonta a circa 5 km da Villa di Villa e a 8 da Mel. È situato ai piedi del Monte Foral dal quale si gode di un panorama sulla Valbelluna.
È stato interessato da un quasi totale spopolamento, nel 1960 c'erano circa 700 abitanti, negozi di prima necessità, la scuola elementare e la chiesa; nei decenni successivi tutto venne chiuso fino ad arrivare ad un solo abitante residente: si è poi assistito ad un ritorno e ora la popolazione residente ammonta a 23 persone con 6 bambini al di sotto dei dieci anni ed altri 6 tra i 10 ed i 19 anni. Nel 1997 anni è stato aperto un agriturismo con affittacamere e molte delle vecchie baite sono state ristrutturate e saltuariamente abitate durante l'estate. Dal paese partono due strade sterrate che risalgono i due torrenti percorrendo l'una la val d'arc e l'altra la val fontane, che dopo pochi chilometri si biforca in val Pissador ove è presente una cascata (la "Pisota") alta 40 metri. Una terza strada sempre sterrata risale il Monte Foral fino alla sua cima.